# Точоний Петро Родіонович
Петро Родіонович Точоний (1907, село Дроздівка, тепер Куликівського району Чернігівської області — ?) — український радянський діяч, бригадир колгоспу імені Леніна Куликівського району Чернігівської області. Депутат Верховної Ради УРСР 3-го скликання.

## Життєпис
Народився у багатодітній родині селянина-бідняка. Батько був членом сільського підпільного революційного комітету та партизанського загону і загинув у 1918 році.
З 1928 року — член сільськогосподарської артілі села Дроздівки Куликівського району Чернігівщини. До 1941 року працював ланковим, бригадиром колгоспу села Дроздівки.
З 1941 по 1945 рік — у Червоній армії, учасник німецько-радянської війни. Служив рядовим, був декілька раз поранений. З грудня 1942 року — лінійний наглядач, рядовий комендантського взводу охорони штабу 262-ї авіаційної дивізії нічних бомбардувльників 17-ї повітряної армії.
З 1945 року — бригадир колгоспу імені Леніна села Дроздівки Куликівського району Чернігівської області.

## Звання
- рядовий

## Нагороди
- орден Червоної Зірки (17.01.1945)
- медаль «За оборону Сталінграда»
- медаль «За перемогу над Німеччиною у Великій Вітчизняній війні 1941—1945 років»